# Amal El Fallah Seghrouchni
Amal El Fallah Seghrouchni est une experte marocaine en intelligence artificielle, nommée en octobre 2024 ministre déléguée auprès du chef du gouvernement, chargée de la Transition numérique et de la Réforme de l'administration au Maroc.

## Parcours académique
Amal El Fallah Seghrouchni est titulaire d'un doctorat en informatique de l'Université Pierre et Marie Curie (Paris VI) et d'une habilitation à diriger des recherches en intelligence artificielle de l'Université Sorbonne Paris Nord. Elle a été professeure de classe exceptionnelle à Sorbonne Université, où elle a dirigé l'équipe Systèmes Multi-Agents (SMA) au sein du Laboratoire d'Informatique de Paris 6 (LIP6) pendant 15 ans.

## Carrière professionnelle
En parallèle à son travail universitaire, elle a été présidente exécutive du Centre International d’Intelligence Artificielle du Maroc (AI Movement), affilié à l'Université Mohammed VI Polytechnique (UM6P). Sous sa direction, le centre a été reconnu comme Centre de catégorie II sous l'égide de l'UNESCO pour la région africaine.

## Contributions et distinctions
Amal El Fallah Seghrouchni est une figure majeure de l'intelligence artificielle distribuée. Elle a publié plus de 200 articles scientifiques et dirigé 35 thèses de doctorat. Elle est membre de la Commission Mondiale de l'Éthique des Connaissances Scientifiques et des Technologies (COMEST) de l'UNESCO et a été nommée au Conseil Supérieur de l'Éducation, de la Formation et de la Recherche Scientifique pour la période 2022-2027.
En 2021, elle a été nommée pour le Berkeley World Business Analytics Award dans la catégorie "Femme de l'année" pour le continent africain.

## Engagement ministériel
En tant que ministre déléguée, Amal El Fallah Seghrouchni est chargée de mettre en œuvre la stratégie "Maroc Digital 2030", visant notamment le déploiement de la 5G et la transformation numérique de l'administration publique. Son expertise en intelligence artificielle positionne le Maroc comme un acteur clé de l'innovation numérique sur le continent africain.